# Brachythele langourovi
Brachythele langourovi is een spinnensoort in de taxonomische indeling van de bruine klapdeurspinnen (Nemesiidae).
Brachythele langourovi werd in 2005 beschreven door Lazarov.